# Tour La Sablière

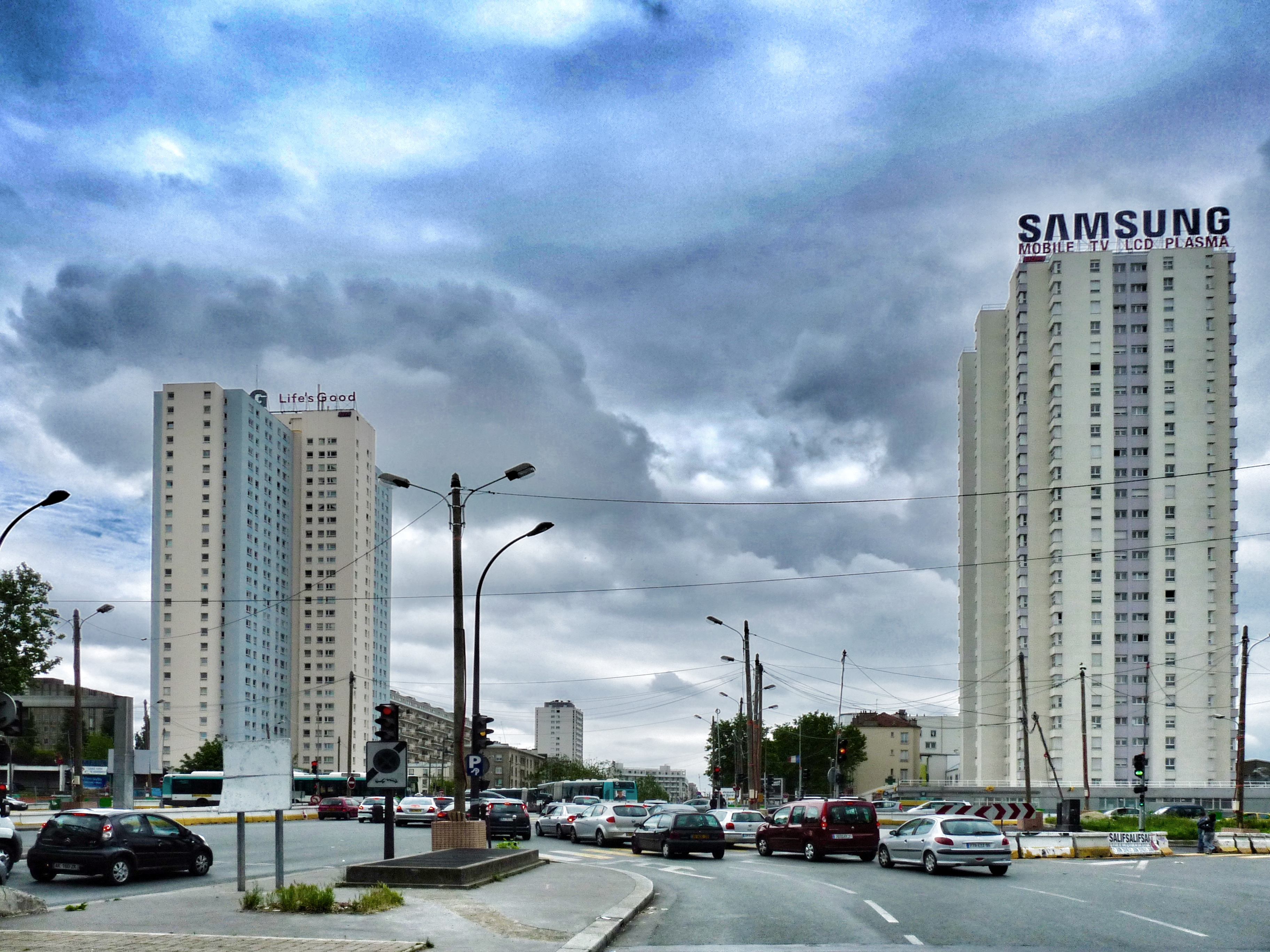
Paris, porte de la chapelle, tours jumelles. La Sablière est à droite.

La tour La Sablière est un gratte-ciel parisien, situé 93, rue de la Chapelle, construite pour le compte du bailleur social ICF Habitat.
Elle était initialement destinée aux agents de la SNCF. Elle regroupe 208 logements. Un bureau et des commerces se trouvent au rez-de-chaussée. 
Comme pour d'autres bâtiments le long du boulevard périphérique, des affichages lumineux sont installés sur son toit. Elle fut surmontée entre 1980 et 1997 d'un panneau publicitaire de l'entreprise belge de photocopieurs Mita, rachetée par Kyocera. Cet enseigne fut ensuite remplacée par celle de la firme d'électronique japonaise TDK, puis par celle de Mercedes. Depuis la rénovation de la tour, vers le milieu des années 2000, elle sert de support à l'enseigne du groupe sud-coréen Samsung, d'où son surnom occasionnel : Tour Samsung. 
Elle se situe en face de la Tour Super Chapelle, également construite par Remondet en 1968. Elle surplombe la rue de la Chapelle à l'est, et le nouveau quartier de Chapelle international à l'ouest, avec la rue Pierre-Mauroy et la rue Eva-Kotchever. Au nord se situe le boulevard Ney.